# Battaglia di Memel (1323)
La battaglia di Memel fu uno scontro combattuto tra i samogiti, abitanti della regione omonima situata nella moderna Lituania e l'ordine di Livonia, una branca dei cavalieri teutonici, nel 1323.
Secondo la cronaca di Pietro di Duisburg, i samogiti diedero alle fiamme la città, ma non riuscirono ad espugnare il castello di Memel. Nonostante questo, gli attaccanti riuscirono a bruciare altre tre strutture difensive vicine, probabilmente Žardė (oggi periferia meridionale di Klaipėda), Poyso (sulla riva sinistra del fiume Dangė, a est di Klaipėda), ed Eketė (localizzato alla confluenza dei fiumi Dangė ed Eketė).
Dopo la battaglia, nel 1328, l'ordine di Livonia trasferì il possesso della città e l'area circostante al ramo prussiano dei cavalieri teutonici. Nel 1392, anche il vescovo di Curlandia cedette quanto possedeva a Memel ai cavalieri teutonici.